# David Suchet
Sir David Courtney Suchet, CBE (n. 2 mai 1946, Greater London, Anglia, Regatul Unit) este un actor englez, cunoscut pentru rolurile sale din filmele britanice de televiziune. El este recunoscut pentru interpretarea premiată la RTS și BPG a lui Augustus Melmotte în miniserialul britanic de televiziune Viața noastră de acum (The Way We Live Now, 2001), alături de Matthew Macfadyen și Paloma Baeza, și pentru o nominalizare în 1991 la Premiile BAFTA.
El este cunoscut pentru rolul detectivului Hercule Poirot (creat de Agatha Christie) din longevivul serial britanic de televiziune Poirot.
Fratele său mai mare, John Suchet, este un prezentator britanic de televiziune, iar tatăl său a fost ginecologul Jack Suchet.

## Filmografie
- Schiele in Prison (1980) ca Gustav Klimt
- The Missionary (1982)
- Trenchcoat (1983)
- Greystoke: Legenda lui Tarzan (Greystoke: The Legend of Tarzan, Lord of the Apes, 1984)
- Micuța toboșară (The Little Drummer Girl, 1984)
- Treisprezece la cină (1985)
- The Falcon and the Snowman (1985)
- Iron Eagle (1986)
- Harry and the Hendersons (1987)
- A World Apart (1988)
- When the Whales Came (1989)
- Executive Decision (1996)
- Sunday (1997)
- O crimă perfectă (1998)
- Război interstelar (Wing Commander, 1999)
- The In-Laws (2003)
- Foolproof (2003)
- Space Odyssey: Voyage To The Planets (2004)
- Flushed Away (2006)
- The Bank Job (2008)
- Marile speranțe - Judecătorul Jaggers-(2011)
- Effie Gray (2013)
- American Assassin (2017) - Director Stansfield
- Dinner with Edward (2018) - Edward